# KDIS-FM
KDIS-FM (99.5 FM, "FaithTalk 99.5") é uma estação de rádio licenciada para Little Rock, Arkansas, Estados Unidos. A estação é de propriedade do Salem Media Group, por meio do licenciado Salem Communications Holding Corporation.

## História
A estação foi ao ar como KLVV em 26 de julho de 1991. Em 1 de fevereiro de 1992, a estação mudou seu indicativo de chamada para KYFX. Em 7 de agosto de 2003, a estação trocou as chamadas para o atual KDIS-FM.
Em junho de 2013, a Disney colocou à venda a KDIS-FM e seis outras estações da Radio Disney em mercados médios, a fim de reorientar a distribuição de transmissão da rede nos 25 principais mercados. Em 31 de julho de 2013, a KDIS-FM abandonou a afiliação da Radio Disney e ficou fora do ar; em outubro, a Disney entrou com um pedido para vender a KDIS-FM, bem como a KRDY em San Antonio, Texas, para a Salem Communications Corporation. A compra pela Salem, ao preço de US$ 2 milhões, foi consumada em 7 de fevereiro de 2014.
Em 24 de fevereiro de 2014, a KDIS-FM voltou ao ar com palavra cristã, marcada como "Faith Talk 99.5".